# Serie A 1979/1980
Soutěžní ročník Serie A 1979/80 byl 78. ročník nejvyšší italské fotbalové ligy a 48. ročník od založení Serie A. Soutěž začala 16. září 1979 a skončila 11. května 1980. Účastnilo se jí opět 16 týmů z toho 13 se kvalifikovalo z minulého ročníku. Poslední tři týmy předchozího ročníku, jimiž byli SS Lanerossi Vicenza, Atalanta BC a AC Hellas Verona sestoupili do druhé ligy. Opačným směrem putovali tři týmy, jimiž byli Udinese Calcio (vítěz druhé ligy), Cagliari Calcio a Pescara Calcio.
Titul v soutěži obhajoval klub Milán AC, který v minulém ročníku získal své 10. prvenství v soutěži.
Po sezoně vypukl největší skandál té doby - Totonero.

## Přestupy hráčů
| Jméno              | odkud                | kam              |           |
| ------------------ | -------------------- | ---------------- | --------- |
| Cesare Prandelli   | Atalanta BC          | Juventus FC      |           |
| Romeo Benetti      | Juventus FC          | AS Řím           |           |
| Francesco Morini   | Juventus FC          | Toronto Blizzard |           |
| Roberto Boninsegna | Juventus FC          | AC Hellas Verona |           |
| Giuseppe Savoldi   | SSC Neapol           | Bologna FC       |           |
| Paolo Rossi        | SS Lanerossi Vicenza | AC Perugia       | hostování |
| Carlo Ancelotti    | AC Parma             | AS Řím           |           |

## Složení ligy v tomto ročníku
| Klub               | Město         | Stadión                             | Kapacita | Trenér                                          | 1978/79          |
| ------------------ | ------------- | ----------------------------------- | -------- | ----------------------------------------------- | ---------------- |
| Ascoli Calcio 1898 | Ascoli Piceno | Stadio Cino e Lillo Del Duca        | 40 000   | Giovan Battista Fabbri                          | 10.              |
| US Avellino        | Avellino      | Stadio Partenio-Adriano Lombardi    | 39 500   | Rino Marchesi                                   | 11.              |
| Bologna FC         | Bologna       | Stadio Comunale                     | 40 000   | Marino Perani                                   | 13.              |
| Cagliari Calcio    | Cagliari      | Stadio Sant'Elia                    | 60 000   | Mario Tiddia                                    | Serie B          |
| US Catanzaro       | Catanzaro     | Stadio Comunale                     | 20 000   | Carlo Mazzone (do 25. kola) Saverio Leotta      | 9.               |
| AC Fiorentina      | Florencie     | Stadio Comunale                     | 58 000   | Paolo Carosi                                    | 7.               |
| FC Inter Milán     | Milán         | Stadio Giuseppe Meazza              | 83 000   | Eugenio Bersellini                              | 4.               |
| Milán AC           | Milán         | Stadio Giuseppe Meazza              | 83 000   | Massimo Giacomini                               |                  |
| SSC Neapol         | Neapol        | Stadio San Paolo                    | 81 000   | Luís Vinício (do 26. kola) Angelo Sormani       | 6.               |
| AC Perugia         | Perugia       | Stadio Comunale di Pian di Massiano | 28 000   | Ilario Castagner                                | Stříbrná medaile |
| Pescara Calcio     | Pescara       | Stadio Adriatico                    | 34 000   | Antonio Angelillo (do 5. kola) Gustavo Giagnoni | Serie B          |
| SS Lazio           | Řím           | Stadio Olimpico                     | 66 000   | Roberto Lovati                                  | 8.               |
| AS Řím             | Řím           | Stadio Olimpico                     | 66 000   | Nils Liedholm                                   | 12.              |
| Juventus FC        | Turín         | Stadio Comunale                     | 71 000   | Giovanni Trapattoni                             | Bronzová medaile |
| Turín Calcio       | Turín         | Stadio Comunale                     | 71 000   | Luigi Radice (do 19. kola) Ercole Rabitti       | 5.               |
| Udinese Calcio     | Udine         | Stadio Friuli                       | 50 000   | Corrado Orrico (do 22. kola) Dino D'Alessi      | Serie B          |

## Tabulka
| Poř. | Tým                | Z  | V  | R  | P  | VG | OG | B   |
| ---- | ------------------ | -- | -- | -- | -- | -- | -- | --- |
| 1.   | FC Inter Milán     | 30 | 14 | 13 | 3  | 44 | 25 | 41  |
| 2.   | Juventus FC        | 30 | 16 | 6  | 8  | 42 | 25 | 38  |
| 3.   | Turín Calcio       | 30 | 11 | 13 | 6  | 26 | 15 | 35  |
| 4.   | Ascoli Calcio 1898 | 30 | 11 | 12 | 7  | 35 | 28 | 34  |
| 5.   | AC Fiorentina      | 30 | 11 | 11 | 8  | 33 | 27 | 33  |
| 6.   | AS Řím             | 30 | 10 | 12 | 8  | 34 | 35 | 32  |
| 7.   | Bologna FC         | 30 | 8  | 14 | 8  | 23 | 24 | 30  |
| 8.   | Cagliari Calcio    | 30 | 8  | 14 | 8  | 27 | 29 | 30  |
| 9.   | AC Perugia         | 30 | 9  | 12 | 9  | 27 | 32 | 30  |
| 10.  | SSC Neapol         | 30 | 7  | 14 | 9  | 20 | 20 | 28  |
| 11.  | US Avellino        | 30 | 7  | 13 | 10 | 24 | 32 | 27  |
| 12.  | US Catanzaro       | 30 | 5  | 14 | 11 | 20 | 34 | 24  |
| 13.  | Udinese Calcio     | 30 | 3  | 15 | 12 | 24 | 38 | 21  |
| 14.  | Pescara Calcio     | 30 | 4  | 8  | 18 | 18 | 44 | 16  |
| 15.  | Milán AC 1         | 30 | 14 | 8  | 8  | 34 | 19 | 36* |
| 16.  | SS Lazio 1         | 30 | 5  | 15 | 10 | 21 | 25 | 25* |

Poznámky
- Z = Odehrané zápasy; V = Vítězství; R = Remízy; P = Prohry; VG = Vstřelené góly; OG = Obdržené góly; B = Body
- za výhru 2 body, za remízu 1 bod, za prohru 0 bodů.
- při rovnosti bodů rozhodovalo skóre
- 1  Milán AC a SS Lazio sestoupili kvůli sázení.

|  | Mistr a přímý postup do PMEZ 1980/81 |
|  | Přímý Postup do Poháru UEFA 1980/81  |
|  | Přímý postup do Poháru PVP 1980/81   |
|  | Sestup do Serie B                    |

## Střelecká listina
Nejlepším střelcem tohoto ročníku Serie A se stal italský útočník Roberto Bettega. Hráč Juventus FC vstřelil 16 branek.
| P.  | Nár    | Hráč                 | Tým                | Branky |
| --- | ------ | -------------------- | ------------------ | ------ |
| 1.  | Itálie | Roberto Bettega      | Juventus FC        | 16     |
| 2.  | Itálie | Alessandro Altobelli | FC Inter Milán     | 15     |
| 3.  | Itálie | Paolo Rossi          | AC Perugia         | 13     |
| 4.  | Itálie | Franco Selvaggi      | Cagliari Calcio    | 12     |
| 4.  | Itálie | Roberto Pruzzo       | AS Řím             | 12     |
| 4.  | Itálie | Francesco Graziani   | Turín Calcio       | 12     |
| 7.  | Itálie | Giuseppe Savoldi     | Bologna FC         | 11     |
| 8.  | Itálie | Massimo Palanca      | US Catanzaro       | 9      |
| 8.  | Itálie | Bruno Giordano       | SS Lazio           | 9      |
| 10. | Itálie | Giancarlo Antognoni  | AC Fiorentina      | 8      |
| 10. | Itálie | Gianfranco Bellotto  | Ascoli Calcio 1898 | 8      |

## Vítěz
| Serie A 1979/80 FC Inter Milán (12. titul) |